# 天竜三郎
天竜 三郎（てんりゅう さぶろう、1903年11月1日 - 1989年8月20日）は、静岡県浜名郡三方原村（現：静岡県浜松市中央区）出身で出羽海部屋に所属した大相撲力士。本名は和久田 三郎（わくた さぶろう）。最高位は東関脇。
春秋園事件の主導者として、大相撲の長い歴史にその名を残した。舞台演出家で東京・大森の古書店「天誠書林」店主の和久田誠男、俳優の和久田龍は息子。

## 来歴

### 角界入り
1903年11月1日に、静岡県浜名郡三方原村（現：静岡県浜松市中央区）で農家を営む家に三男として生まれる。三男に生まれたことからそのまま「三郎」と名付けられた。学問を志したことで尋常高等小学校を卒業したが、この時で既に身長が176cmに達していたことから、「静岡に怪童あり」との評判を聞きつけた出羽ノ海（元横綱常陸山）から卒業式当日に勧誘されたが、当初は勉学を志していたので断った。しかし、三郎少年は三男であることから土地の風習で中学校へ進学することが出来ず、地元にあった浅野造船所に勤務する同郷の人物（重役）の書生を務めつつ、東芝川崎工場にあった工手学校で学んでいた。
そんなある日、再び出羽ノ海から「部屋へ遊びに来るように」との勧誘の手紙が届き、翌年に常陸山が直接訪問してきた際の再勧誘で角界入りを決意した。父親からは見送りに来た駅で「勘当だ。入幕するまでこの駅に降りてはならん」と言われた。1920年1月場所で初土俵を踏む。四股名は最初地元の古戦場に因んで「三方ヶ原」としたが、番付に名が載って2場所目で「天竜」と改めている。士族出身で力士の地位向上に心を砕いた常陸山に師事したことは、天竜の相撲観やその後の行く末に多大な影響を与えた。

### 幕内昇進、大関獲りの行方
当初はあまりの不器用さと非力から稽古でも苦戦していたが、身体が柔軟なことと長身を生かした突っ張りから、右四つで吊りながら土俵際まで寄る取り口に変わったことで、半ば強引ながら強みを増した上手投げも武器とした。幕下までは習字の上手さを見込まれて常ノ花寛市の付き人を務めていたが、横綱から頼まれた手紙書きに追われて稽古が出来ずに低迷して以降は、師匠の付き人に変わったことで猛稽古で遅れを取り戻した。1922年に常陸山が亡くなってからは、6代・出羽海を襲名した両國梶之助 (1874年生)の付き人を務めた。長く付き人を務めていたことで稽古不足から出世が一時的に遅れたが、インテリであることや色白の美貌も観客の人気を呼んで順調に出世し、1927年5月場所で新十両昇進、1928年5月場所で新入幕を果たした。
1930年3月場所では10勝1敗で常ノ花と並んだが、同部屋だったことで本割での対戦が無かったこと、当時は優勝決定戦はなく、同点の場合には番付上位の者が優勝となる制度だった不運が重なり、幕内最高優勝は常ノ花となった。この場所で前頭筆頭だった天竜は、場所後に小結を通り越して関脇へ昇進した。
関脇に昇進した天竜は、次の大関を掛けて同部屋・6歳年下の武藏山武と激しく昇進を争った。1931年の満州巡業では最終日に組まれた両者の対戦が水入りの大一番となり、その決着のために巡業の予定を一日延長したほどだった。のちに「松翁」となる木村庄之助 (20代)も、自身が裁いた取組で最も記憶に残る一番に挙げたという逸話が残っている。結局、大関昇進争いは後輩の武藏山に軍配が上がった。
1931年5月場所8日目の能代潟錦作戦では勝負が決着せず、双方の希望によって10日目番外の取組を設けて再戦、吊り出しで天竜が勝利した。この再戦もまた水入りになる大相撲で、その影響もあってか、本割では天竜は玉錦に、能代潟は武蔵山にそれぞれ敗れたが、打ち出し後に日本相撲協会から敢闘精神を讃える特別表彰を二人で受けた。

### 春秋園事件勃発

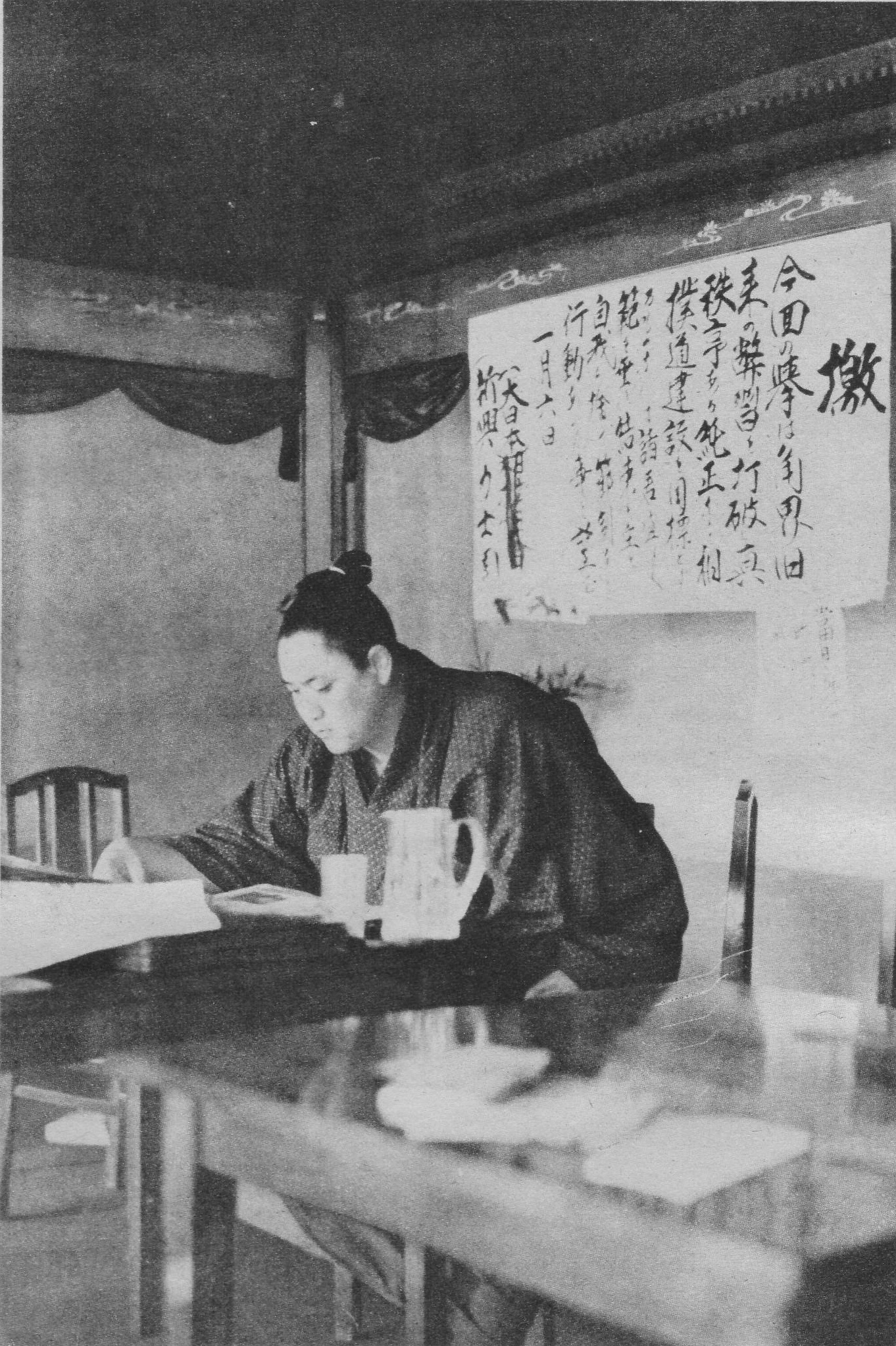
「春秋園」の一室での天竜

1932年1月場所の番付が同年1月5日に発表されたが、その翌日の正午、大井町の中華料理店「春秋園」の勤王の間に大ノ里萬助を先頭とする出羽海部屋所属の西方にいる全関取31名と幕下力士1名が立てこもる事件が発生した。首謀者は天竜で、天竜は以前から力士の不安定な生活に対して憂慮していたため、日本相撲協会に対して改革を要求するために計画を立てていた。
天竜は要求を10項目にまとめて協会に突き付けるが、協会からの回答が誠意無いものとみた天竜ら32名は協会を脱退する共同声明書を発表し、協会へ脱退届を提出して脱退、「大日本新興力士団」を結成した。これがいわゆる「春秋園事件」である。
残された東方力士は、東方単独での1月場所の出場を拒否することを決め、協会は1月場所の無期限延期を決定した。さらに協会は大日本関東国粋会へ調停を依頼し、松本楼で行われた会合で新興力士団に対して「白紙委任」を求めるという威圧的な調停案を迫ったが、新興力士団は条件付きで拒否したため、「国粋会の会員がトラックで新興力士団本部を襲撃する」というデマが流れたことで天竜以外の各力士が避難する騒ぎにまで発展した。この騒動には新興力士団も多少の考慮をせざるを得なくなり、新興力士団30名が2組になって一斉に断髪式を行い、切り落とした髷を白紙に包んで代表の後援会員が国粋会本部へ運び、陳謝状と共に届けた。
単独での1月場所出場を拒否した東方力士は、天竜の主張に呼応した朝潮供次郎・鏡岩善四郎など東方力士の有志が深川の料亭「鳥みね」に集まり、西方力士に同調する旨の脱退声明書を発表、協会を脱退して「革新力士団」を結成した。さらに、その翌日になって伊勢神宮参拝の名目で東京を離れ、伊勢神宮において革新力士団の結盟式を行った。しかし、武藏山武のみはボクシングへの転向を表明したものの、後援者の説得によりすぐ協会に帰参した。
この危機的状況に直面した協会は総会で改革案を決め、残留力士の承諾を得た後に発表した。また、この事件の責任をとって取締以下の全役員が総辞職し、役員改選により藤島（元常ノ花）が取締に抜擢された。東京ステーションホテルで開かれた協会・新興力士団・革新力士団の会談は物別れに終わり、延期していた1931年1月場所を「2月場所」として2月22日からの8日間開催とすることを決め、同時に両力士団の力士48名と行司4名は除名とすることを決めた。48名もの力士が一斉に抜けたことで空白だらけとなった番付は、残留を決めた十両力士を幕内力士へ抜擢（繰り上げ入幕）させても足らず、止む無く幕下から5名を抜擢してようやく幕内20名を揃えた。このうち両國梶之助 (1907年生)はそれまで十両昇進も無く、入幕以降も十両に陥落したことが無いまま引退したため、2025年現在、明治以降では唯一の「十両経験が無い幕内力士」となった。

### 新興力士団と革新力士団
協会は無期限延期としていた1月場所を「2月場所」として行ったが、幕内力士の大半が抜けた状態と、世間の脱退力士への同情と目新しさもあって國技館内は閑古鳥が鳴き、予定していた8日間の興行でようやく従来の1日分の収入を得る状態だった。力士数が不足していたこともあって、取組は従来行われてきた東西対抗戦を取り止め、一門別の総当たり戦で行われた。一方、協会を脱退した新興力士団は、警視庁からの興行許可を得た後に宣伝用の飛行機を2機借用し、天竜が自ら乗り込んで宣伝用のビラを数万枚に渡って撒くという大胆かつ派手な宣伝を行った。このうち1機が上野公園に不時着するおまけまで付き、旗上げ興行は2月4日から晴天6日間のみ開催、5000名収容のテント張りの相撲場だったが、
1. 入場料は90銭均一
2. A・B・Cの三級に分けた総当たり勝ち抜き戦を行い、A級が選士権を争う
3. 音楽隊が奏でる行進曲によってガウンを着た全力士が入場式を行う
4. 休憩時間に流行歌手のレコードを流す
5. 大関・関脇といった地位名称や呼出を廃止（場内放送が両力士を告げる）

などの創意工夫を凝らし、多くの観衆が集まるなどの大盛況となった。その後、新興力士団と革新力士団は同年3月に合併して「大日本相撲連盟」を結成し、同年5月3日に靖国神社相撲場で晴天10日間の興行を行った。この時の新興力士団は白と赤の線が入ったガウン、革新力士団が水色のガウンをそれぞれ着用して入場し、締め込みの代わりに猿股を用いた。
ここまでは順調に興行を行ってきた大日本相撲連盟だったが、唯一髷を切らなかった出羽ヶ嶽文治郎が同年5月の皇軍慰問大相撲において脱走したことで、高知での巡業では不平不満が続出した。これにより新興・革新問わず協会へ復帰する者と、この後に新設する「大日本関西角力協会」へ残る者に分かれた。大日本関西角力協会は1933年1月に設立され、同年2月11日に大阪で晴天7日間の興行を実施した。
その後、国内での興行が頭打ちになったため、「満州・朝鮮慰問巡業」に出た。

### 協会の逆襲、天竜の敗北
玉錦の横綱昇進に際しては、天竜は熊本の吉田司家へ向かい、「（玉錦は）人格において横綱の資格無し」と訴え出た。しかし吉田司家は天竜を土相撲扱いして相手にせず、さらに天竜は1934年・1935年の二度に渡って協会へ挑戦状を送ったがこれも拒否され、さらに明治神宮で開催された全日本力士戦士権大会への出場も、協会ではなく会場となる明治神宮から「出場に及ばず」と認められないなど、次第に天竜の立場は悪くなり苦戦を強いられるようになった。関西角力協会に対する世間の注目や好奇心も無くなっていたことも拍車をかけ、協会も天竜が批判した玉錦が全勝街道まっしぐらで大人気となり、その玉錦を必死で追い掛けていた双葉山定次の台頭もあって急速に人気を盛り返していた。

### 板垣会館建設に協力
昭和11年（1936年）に入ると、天竜は大日本生産党の大御所である頭山満に出羽海への根回しを頼み、国粋会の親分にも詫びを入れて若い衆の協会帰参を図った。この頃、頭山満は、望月圭介、胎中楠右衛門らと、板垣退助の生家である高知市・高野寺に板垣会館を建設せんとする谷信讃らの活動に賛同し「板垣会館寄附相撲後援会」を組織。各界の名士113名を集めてこれを応援していた。これによって、京都では第三高等学校校長・森総之助が協力を表明、大阪では当時、大阪朝日新聞社に勤務していた久琢磨が協力を表明。頭山の意を受け天竜は「板垣伯報恩相撲」に賛同する意向を表明した為、琢磨は大阪朝日新聞社の一室に「板垣会館寄附相撲後援会」の事務局を設け、大阪で「板垣会館建設寄附興行」を行えるよう尽力。その結果、昭和12年（1937年）1月17日、梅田阪急百貨店横（現・ヨドバシ梅田タワー）に特設された土俵で「板垣伯報恩相撲」が興行された。

### 関西相撲最後の本場所
1937年の夏に大日本関西角力協会最後の本場所が開催され、同年12月に解散、有力者が斡旋人になったこともあって21名の力士が帰参した。これによって春秋園事件が終わりを告げ、協会に帰参しない力士は大阪・尼崎の実業団相撲へ加入、呼出しは大阪関目國技館の事務員に就職したほか、旗上げ時に贈られた200坪の相撲場は売却されて借金の返済に充てられ、残金は全員に分配された。
計画が失敗に終わった天竜は、共に廃業する力士と上京して出羽海へ挨拶した後、責任を取る形で廃業した。天竜の他にも11名が廃業している（17名が協会復帰）。1941年に相撲協会に復帰し顧問に就任。

## その後の天竜
星野直樹満州国総務長官に勧誘されて満州へ渡り、満州国武道会の常務理事・角道部委員長として相撲の普及・育成に尽力したほか、1938年には社会人主体の相撲協会と南満州鉄道主体の相撲連盟を統合した「満州角道会」を結成、さらに日本相撲協会の満州準本場所の開催や神武殿の落成に尽力した。これらの功績が認められ、1948年には吉田司家から故実門人免許が本名の「和久田 三郎」として授与されている。
終戦後は日本に帰国し、東京・銀座でスポーツ用品店、餃子料理店「銀座 天龍」（現存）を開業した。のちに請われてラジオ東京の大相撲実況中継で解説者を務め、同時代の玉ノ海梅吉・神風正一と並んで人気があった。
1957年には協会のあまりの守旧的な体質が問題視された協会問題について、衆議院文教委員会に参考人として出席、往年の主張を公に繰り返す機会を得た。この時、公然と協会を批判したことで、ラジオ東京が自主的な配慮から天竜を降板させると「協会からの圧力ではないか」といった抗議が多く寄せられたため、急遽聴取者からの質問に天竜が答える特別番組を放送して対応することとなった。
1978年からは鹿島神武殿の理事長を務めた。1989年8月20日、肺炎のため牧田記念病院で死去、85歳没。

## 人物
不器用が災いして勝ち味が遅かったが、突っ張りから右四つで吊り出す取り口を磨いたことで力量を増した。これを武器に、幕内最高優勝こそ無いものの戦前の大相撲界を代表する力士へ成長した。勝ち味が速かったり怪力の力士に苦戦したが、勝ち味が遅い力士や非力な力士に強く、取り零しもほとんど無かった。
文字が書けない力士も存在した中で達筆で知られ、昭和の「角界三筆」にも数えられる。富岡八幡宮の「出羽海一門友愛之碑」の碑銘は天竜の揮毫によるものである。

### 天竜と春秋園事件
1932年1月に勃発した春秋園事件は、発生直後は世間から「大関昇進をライバルだった武藏山に越された逆恨み」「相撲界の全権を掌握していた元両國の6代出羽海が、武藏山などの自身の直弟子を優遇して天竜ら常陸山直系の力士を冷遇していると見ての反発」など、私怨からの行動と見る向きが強かった。戦後までは天竜に好意的な評者でも、主張の正しさは認めながらも事件を起こした時期のために誤解を招いたという見方が主流だった。しかし、天竜が協会に対して突きつけた10ヶ条の要求の多くは、当時の角界が抱えていた問題や体質を鋭く捉えており、さらに要求の幾つかは後世になって実現することとなり、現在では近代的感覚をもった先見的力士として再評価されている。

### 天竜と合気道
前述のように天竜は1937年に満州に渡った。満州国武道会の常務理事として相撲の普及をはかる目的であった。1938年春に日本より武道家を招聘して満州国高官に試合や演武を披露する試みを行った際、合気道の開祖植芝盛平が井上鑑昭を伴って参加した。説明演武の際に植芝は天竜に腕を持たせたが、天竜は押さえることが出来ず投げられてしまう。天竜はその技に感服し植芝に弟子入りを申し出て了承され、三ヶ月間の間満州国より日本に出張し集中的に植芝の稽古を受けている。これは植芝が力士としての天竜の実力を鑑みて「三ヶ月も稽古すれば充分」と判断したものである。当時道場には塩田剛三が内弟子としており、仲が良かった。
戦後満州から帰国した天竜が開店した餃子料理店「銀座 天龍」に植芝を招いて会食したこともあったという。

## 主な成績
- 通算成績：171勝85敗6分18休 勝率.668
- 幕内成績：98勝44敗1分11休 勝率.690
- 現役在位：34場所
- 幕内在位：14場所
- 三役在位：6場所（関脇6場所、小結なし）
- 優勝旗手：2回（1930年3月場所、1931年1月場所）
- 各段優勝
  - 十両優勝：1回（1928年1月場所）
  - 三段目優勝：1回（1924年1月場所)

### 場所別成績
| 1920年 （大正9年） | （前相撲）                 | x                    | 東序ノ口18枚目 0–0–5   | x                |
| 1921年 （大正10年） | 東序ノ口11枚目 1–2–2       | x                    | 東序ノ口9枚目 2–2 1分  | x                |
| 1922年 （大正11年） | 東序二段26枚目 4–1         | x                    | 西三段目27枚目 1–3 1分 | x                |
| 1923年 （大正12年） | 東三段目40枚目 6–3 1分     | x                    | 東三段目18枚目 4–2     | x                |
| 1924年 （大正13年） | 東三段目4枚目 優勝 4–0 1分 | x                    | 東幕下14枚目 4–2       | x                |
| 1925年 （大正14年） | 東幕下3枚目 3–3            | x                    | 西幕下5枚目 2–3 (1分)  | x                |
| 1926年 （大正15年） | 西幕下9枚目 4–2            | x                    | 西幕下5枚目 2–4        | x                |
| 1927年 （昭和2年） | 東幕下19枚目 5–1           | 東幕下19枚目 5–1     | 東十両10枚目 3–3       | 西十両10枚目 6–5 |
| 1928年 （昭和3年） | 東十両10枚目 優勝 10–1     | 東十両2枚目 7–4      | 西前頭13枚目 9–2       | 西前頭13枚目 8–3 |
| 1929年 （昭和4年） | 東前頭2枚目 0–0–11         | 東前頭2枚目 6–5      | 東前頭6枚目 8–3        | 東前頭6枚目 6–5  |
| 1930年 （昭和5年） | 東前頭筆頭 7–4             | 東前頭筆頭 10–1 旗手 | 東関脇 6–4 1痛分       | 東関脇 8–3       |
| 1931年 （昭和6年） | 西関脇 8–3 旗手            | 西関脇 8–3           | 東関脇 6–5             | 東関脇 8–3       |
| 1932年 （昭和7年） | 西関脇 – 脱退              | x                    | x                      | x                |
| 各欄の数字は、「勝ち-負け-休場」を示す。 優勝 引退 休場 十両 幕下 三賞：敢=敢闘賞、殊=殊勲賞、技=技能賞 その他：★=金星 番付階級：幕内 - 十両 - 幕下 - 三段目 - 序二段 - 序ノ口 幕内序列：横綱 - 大関 - 関脇 - 小結 - 前頭（「#数字」は各位内の序列） |                            |                      |                        |                  |

## 著書
- 和久田三郎『相撲一路』国防武道協会、1943年9月10日。(要登録)
- 和久田三郎『相撲風雲録』池田書店、1955年6月10日。(要登録)

## 関連書籍
- 火野葦平『王者の座』弥生書房、1958年6月30日。(要登録)